# Medievistică
Medievistica este o ramură a istoriei care se ocupă cu studiul Evului Mediu.